# Colleen Klein
Pour les articles homonymes, voir Klein.
Colleen Klein (né le 26 novembre 1940) à Victoria, Colombie-Britannique, Canada. Elle est la femme du 12e premier ministre de l'Alberta, Ralph Klein.

## Vie personnelle
Colleen Klein a grandi en Colombie-Britannique pour ensuite faire ses études en Ontario et en Alberta. Elle se marie avec Ralph Klein le 22 juillet 1972. Le couple a 5 enfants, 11 petits-enfants et 4 arrière-petits-enfants.

## Vie professionnelle et caritative
Colleen est un personnage très important de la communauté albertaine. Elle est l'une des plus impliquées dans les communautés de bénévolat de la province. Le prestige de son mari lui a donné la chance d'adopter et de défendre plusieurs causes caritatives. Elle affectionne particulièrement les causes qui contribuent au développement mental, physique et émotionnel pour les jeunes. En 2002, l'Université de Calgary lui a décerné un doctorat honorifique qu'elle a accepté humblement pour les volontaires et les enfants qu'elle supporte.
Actuellement, elle se dévoue à lutter contre le suicide par médication qui touche les jeunes Aborigènes de la province. Elle participe à des levées de fonds pour combattre ce fléau. Colleen est très préoccupée par l'alcoolisme fœtal.
En concert avec ces causes, Colleen travaille avec des organisations pour les familles et les enfants pour l'amélioration de la condition de vie des enfants, et la prévention de la violence faite à la maison. Elle est titulaire honoraire de la Table de concertation sur la violence familiale et du taxage albertaine. Elle supporte aussi les groupes suivants : Alberta Children's forum, the Southern Alberta Child, la Youth Health Network, Edmonton Kids Kottage, Calgary's Kids Cottage, Kids Help Phone, Parent's Help Line, Legacy Children's Foundation, Turn Off The Violence, Street Teams, Avenue 15 Shelter for homeless youth, et l'Association Canadienne du Diabète.